# Југосфера
Југосфера је израз који се однедавно користи за територије некадашње Социјалистичке Федеративне Републике Југославије, односно данашњих држава које су до 1991. биле њен саставни дио. То су:
- Босна и Херцеговина
- Македонија
- Словенија
- Србија
  - Косово* (чији је статус предмет спора)
- Хрватска
- Црна Гора

Израз је први пут употребљен у часопису Економист 2009. године. Његова употреба се почела ширити како би замијенила дотадашњи назив бивша Југославија, односно избјегле забуне које би изазвало његово евентуално кориштење за бившу државу умјесто за данашње државе-насљеднице. Израз југосфера се такође користи како би се избјегле све политичке конотације израза Југославија, односно указало да је ријеч прије о културној сфери, а не политичкој заједници.